# Heterodisca flammea
Heterodisca flammea är en fjärilsart som beskrevs av W. Warren 1907. Heterodisca flammea ingår i släktet Heterodisca och familjen mätare. Inga underarter finns listade i Catalogue of Life.